# Меркулов, Матвей Кузьмич
Матвей Кузьмич Меркулов (15 августа 1918, Новая Шульба, КазАССР — 2 апреля 2000, Алма-Ата) — советский военачальник, участник Великой Отечественной войны, генерал-лейтенант (1968), Герой Советского Союза (1945), командующий Восточного пограничного округа ПВ КГБ СССР, начальник Алма-Атинского высшего пограничного командного училища КГБ при Совете Министров СССР.

## Биография
Родился 15 августа 1918 года в селе Новая Шульба (современная Восточно-Казахстанская область Казахстана) в семье рабочего-сапожника.
После окончания школы учился на Семипалатинских курсах учителей, по окончании которых получил направление в школу села Девятки Красноярского сельского совета Новошульбинского района, где сначала работал учителем, а затем — директором школы.
С 1938 года служил в Красной Армии. В 1941 году окончил Харьковское военное училище пограничных и внутренних войск НКВД имени Ф. Э. Дзержинского. На начало войны служил на юго-восточной границе СССР начальником заставы Иссык-Арткан близ казахского посёлка Сары-Джас. В ноябре 1942 года начальник заставы лейтенант Меркулов в составе 162-й Среднеазиатской стрелковой дивизии был направлен на фронт. На войне прошёл путь от заместителя командира роты до командира батальона. В 1943 года вступил в ВКП(б).
Участвовал в боях под Курском, самые тяжёлые бои были в районе Понырей—Ольховатки, где в сражении участвовали до пятисот немецких танков и около трёхсот самолётов. 15 июля 1943 года в районе Орла войска Центрального фронта, в состав которого входила 162-я стрелковая дивизия, перешли в наступление. Во время атаки Меркулов был тяжело ранен. После госпиталя лейтенант Матвей Меркулов попал в 15-ю Сивашскую стрелковую дивизию, где ему было поручено командовать одним из батальонов.
В январе 1945 года 15-я Сивашская стрелковая дивизия (65-я армия, 2-й Белорусский фронт), клином прорвав вражескую оборону, продвигалась к Висле к Померанскому валу обороны немцев. Было решено форсировать реку с ходу двумя батальонами дивизии, одним из которых командовал майор Матвей Кузьмич Меркулов. Ночью после разведки батальоны вышли на лёд Вислы. Однако немцы обнаружили переправу и открыли ураганный огонь. Батальон Меркулова закрепился на западном берегу реки. К рассвету немцы уже штурмовали позиции батальона танками и самоходками, в бой постоянно вступала вражеская артиллерия и пехота.
28 января 1945 года немцам удалось потеснить советские войска на флангах полка, и возникла угроза окружения. Особенно яростные атаки немецкие войска предприняли на батальон майора М. К. Меркулова. Немецкие самоходки почти прорвались к командному пункту. В критический момент майор Меркулов вызвал артиллерийский огонь на позиции батальона, и немцы были отброшены. За проявленное мужество и умелое руководство батальоном в этом бою М. К. Меркулов был представлен к высокому званию Героя Советского Союза.
Далее Меркулов со своим батальоном преодолевал оборонительные пояса между Вислой и Одером, тесня немцев к Данцигу. 30 марта 1945 года над Данцигом был поднят национальный польский флаг.
В ночь на 20 апреля 1945 года полки преодолели Ост-Одер, добрались до поймы междуречья. Шли по пояс в студёной воде, в грязи, под огнём, вступали в трясине в рукопашные схватки. В первых числах мая они вышли к Балтийскому морю.
Указом Президиума Верховного Совета СССР от 29 июня 1945 года за мужество и героизм, проявленные при форсировании реки Висла и в бою за овладение плацдармом в районе населённого пункта Гросс-Вестфален (Польша), майору Меркулову Матвею Кузьмичу было присвоено звание Героя Советского Союза с вручением ордена Ленина и медали «Золотая Звезда» (№ 5570).
После войны в 1946 году М. К. Меркулов вернулся в пограничные войска и прошёл путь от начальника пограничного отряда до начальника войск Восточного пограничного округа. Свыше десяти лет генерал-лейтенант М. К. Меркулов командовал войсками на одном из важных участков советско-китайской границы. За время его командования было построено 4 пограничных отряда, 10 пограничных застав и комендатур. Обустройство пограничных гарнизонов генерал-лейтенант Меркулов считал наиважнейшим делом.
В 1966 году выступил главным военным консультантом фильма о пограничниках «Там, где цветут эдельвейсы», снимавшемся в Восточном пограничном округе.
В период обострения обстановки на ряде участков советско-китайской границы в конце 1960-х годов Восточный пограничный округ оказался в центре этих событий. При его непосредственном участии 13 августа 1969 года в открытом столкновении с вооружёнными провокаторами у озера Жаланашколь высокую боевую готовность и чекистское мастерство проявили воины Уч-Аральского отряда. В 65-минутном бою они разгромили специально подготовленный, хорошо вооружённый отряд китайцев численностью 80 человек при минимальных потерях со своей стороны. Эта операция является одной из самых успешных за всю историю пограничных войск СССР.
В 1976—1985 годах М. К. Меркулов служил начальником Алма-Атинского высшего пограничного командного училища КГБ при Совете Министров СССР.
М. К. Меркулов избирался депутатом Верховного Совета Казахской ССР, был членом ЦК Компартии Казахской ССР.
Будучи в отставке с 1986 года, он до последних дней был неразрывно связан с пограничными войсками, посещал части и соединения, делясь с молодыми пограничниками своим огромным опытом и знаниями. Незадолго до смерти у Героя были похищены все награды.
Скончался в Алма-Ате 2 апреля 2000 года, похоронен на Алматинском кладбище на проспекте Рыскулова.

## Награды
- Медаль «Золотая Звезда» Героя Советского Союза;
- орден Ленина;
- орден Октябрьской Революции;
- три ордена Красного Знамени;
- орден Суворова 3-й степени;
- орден Кутузова 3-й степени;
- орден Богдана Хмельницкого 3-й степени;
- Орден Александра Невского;
- орден Отечественной войны 1-й степени;
- два ордена Красной Звезды;
- орден «За службу Родине в Вооружённых Силах СССР» 3-й степени;
- медали.

## Память

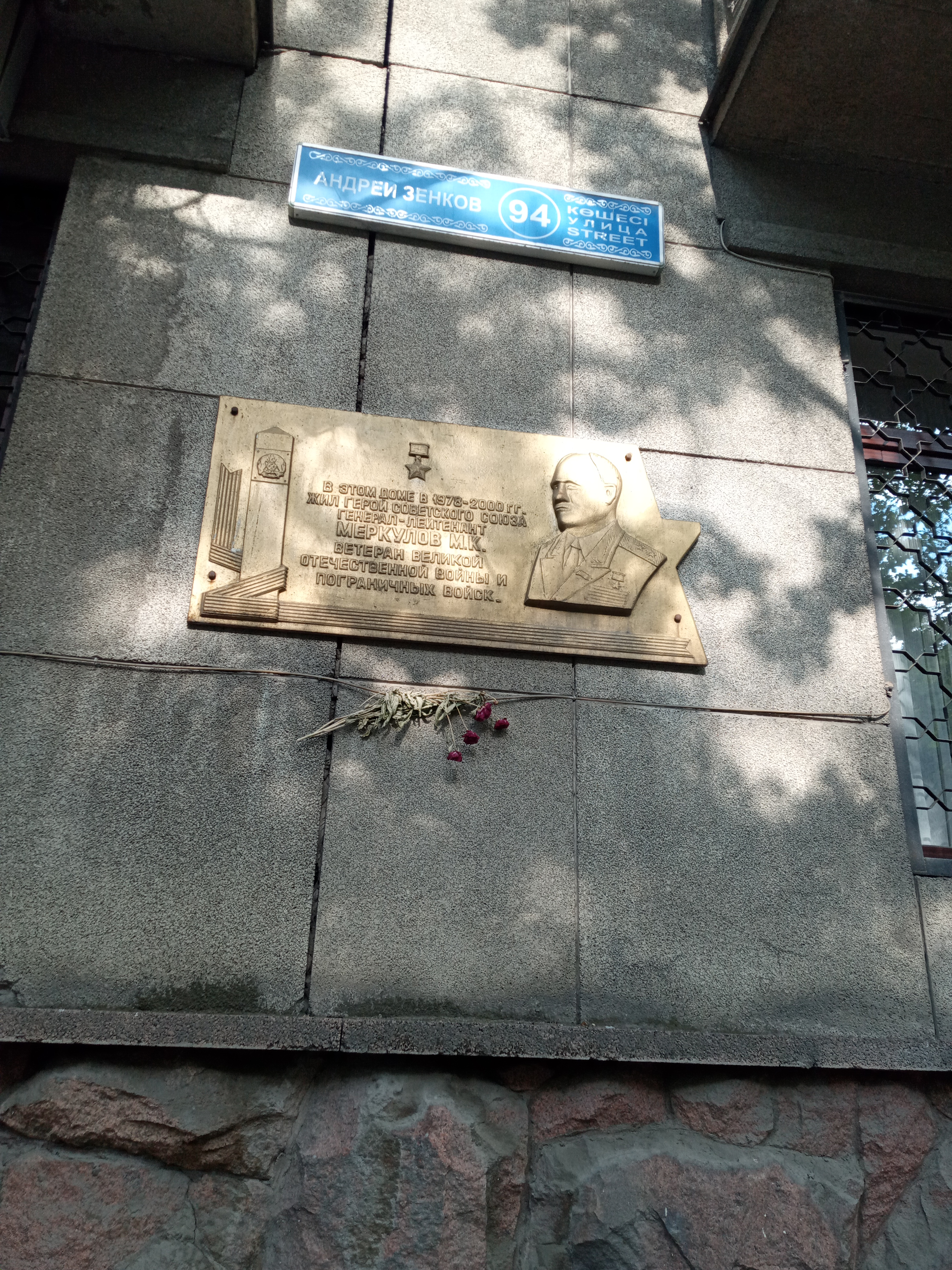
Мемориальная доска на доме в Алматы, где жил Матвей Меркулов

- Постановлением Правительства Республики Казахстан № 1343 от 5 сентября 2000 года пограничной заставе «Есекарткан» Чунджинского пограничного отряда присвоено имя Героя Советского Союза генерал-лейтенанта Меркулова М. К.
- В городе Алматы, на улице Зенкова, на доме, где жил Герой Советского Союза генерал-лейтенант в отставке Меркулов М. К., установлена мемориальная доска.
- В 2006 году в Алматы на территории Военного института КНБ Республики Казахстан открыт бюст Героя Советского Союза генерал-лейтенанта Меркулова М. К.